# Дженніфер Нітч
Дженніфер Клаудіа Барбара Нітч (нім. Jennifer Claudia Barbara Nitsch; *10 грудня 1966, Кельн — 13 червня 2004, Мюнхен) — німецька акторка.

## Біографія

### Дитинство
Дженніфер Нітч народилася 10 грудня 1966 року у Кельні в родині Вольфганга Нітча і Барбари Нітч-Неджабат.
Батьки Дженніфер розлучилися у 1968 році, після чого вона виховувалась у школі-інтернаті.

### Кар'єра
В кінці 80-х, здобувши освіту костюмера, Дженніфер працювала помічником костюмера на зйомках телесеріалів. Працюючи у сфері кіновиробництва Дженніфер вирішила стати акторкою і закінчила курси акторської майстерності.
Спочатку Дженніфер Нітч знімалася в епізодичних ролях у серіалах для сімейного перегляду. Її проривом в кіно стала роль дівчини-емансипе в комедії Зенке Вортмана «Один серед жінок» («Allein unter Frauen»).
У 1995 році відомий в Німеччині режисер Дітер Ведель запросив Дженніфер на зйомки у фільмі «Людина-невидимка» («Der Schattenmann») — п'ятисерійний фільм про життя мафії, на знімальному майданчику якого вона зустрілася з такими метрами як Маріо Адорф, Штефан Курт та Хайнер Лаутербах. Роль у цьому фільмі вивела Дженніфер Нітч в число німецьких акторок першої величини.
У 1998 році Дженніфер Нітч знялася у фільмі «Пірати» відомого італійського режисера Ламберто Бава.
Останньою роботою Дженніфер Нітч в кіно стала головна роль у телефільмі 2004 року «Джудіт Кемп» («Judith Kemp»), у якому Нітч виступила енергійною жінкою-адвокатом. Успішний перший фільм повинен був стати початком циклу серій, але цим планам не судилося здійснитися.
Дженніфер Нітч називали «німецькою Шерон Стоун».

### Смерть
Дженніфер Нітч загинула 13 червня 2004 року, випавши з вікна четвертого поверху своєї квартири в Мюнхені. Точні обставини трагедії невідомі. Поліція відхилила версію вбивства.
Ходили чутки, що акторка діяла під впливом алкоголю, наркотиків або транквілізаторів. Також в німецькій пресі з'явилася інформація, що Дженніфер ніяк не вдавалося налагодити своє особисте життя в зв'язку з чим її давно мучили думки про смерть.
Дженніфер Нітч похована на кладовищі євангелістської церкви Святого Миколая в комуні Санкт-Петер-Ордінг, земля Шлезвіг-Гольштейн.

## Нагороди
- 1994 — Премія Баварського телебачення (Bayerischer Fernsehpreis) за головну роль у мінісеріалі «Просто маленька афера» («Nur eine kleine Affäre»).
- 1995 — Премія Адольфа Грімма (Adolf-Grimme-Preis) за найкращу акторську гру у мінісеріалі «Просто маленька афера» («Nur eine kleine Affäre»).